# Oniromyia
Oniromyia (лат.) — род двукрылых, единственный в составе подсемейства Oniromyiinae  Greathead, 1972 из семейства жужжал (Bombyliidae). Известно 2 вида. Встречаются в Южной Африке.

## Описание
Мухи жужжала средних размеров: длина тела 9—11 мм, крылья редуцированы, мелкие, около 7—8 мм (примерно в 4 раза длиннее своей ширины). Синапоморфии таксона: скапус усика с вентральной выпуклостью; клипеус достигает оснований усиков; дорсальная поверхность лабрума с чешуйками. Голова шире своей высоты и шире груди. Жгутик с двумя члениками, щупики состоят из одного сегмента. Есть две затылочные форамины; затылочные аподемы отсутствуют. Анэпимерон и латеротергит волосатые; медиотергит голый; преалярные щетинки присутствуют. Крылья с тремя ветвями жилки Rs; М2 присутствует; анальная ячейка открыта.
Представители рода Oniromyia обладают песочной камерой (sand chamber), которая представляет собой сложную структуру, включающую модификацию тергитов и стернитов нескольких терминальных сегментов гениталий самки. Развитие песочной камеры коррелирует с необычным поведением яйцекладки, при котором самки сначала приземляются, наполняют песчаную камеру песком и используют его для покрытия и защиты своих яиц перед яйцекладкой в парящем состоянии. Песчаная камера является общей для ряда подсемейств Bombyliidae, и они вместе были впервые сгруппированы термином Psammomorphidae. Этим признаком Oniromyia (Oniromyiinae), сходен с Bombyliinae, Crocidiinae, Mariobezziinae, Cythereinae, Lomatiinae, Antoniinae, Tomomyzinae и Anthracinae.

## Классификация
Включает 2 вида. Ранее их рассматривали в составе подсемейства Cythereinae. Выделение рода в отдельное подсемейство 1972 году (сначала как Oniromyinae, потом Oniromyiinae) было в значительной степени подтверждено результатами исследования 1994 года, котрое показало, что род занимает положение между Mariobezziinae, ранее классифицированным как триба Cythereinae, и другими Cythereinae, которые теперь включает в себя роды как Cythereinae, так и Cylleninae предыдущих авторов.
Род Oniromyia имеет сходство с родом Xenoprosopa. Однако, статус таксона Xenoprosopinae остаётся дискуссионным и он не был включён в филогенетический анализ в 1994 году. Подсемейство Xenoprosopinae, известно только по единственной самке Xenoprosopa paradoxa Hesse, 1956, собранной в Южной Африке. Оно имеет редуцированные ротовые органы, лопастные пальпы и большую выпуклость на вентральной поверхности скапуса (напоминающую форму лопасти, найденную у Oniromyia), ноги короткие и слабые, щетинки отсутствуют на теле и ногах. Кроме того, и Oniromyia, и Xenoprosopa имеют относительно короткие крылья. Эти особенности позволяют предположить родство между этими двумя родами. Если это родство подтвердится, то Xenoprosopinae Hesse, 1956, будет иметь приоритет при синонимизации Oniromyiinae Greathead, 1972.
- Oniromyia caffrariae Hesse, 1960
- Oniromyia pachycerata (Bigot, 1892)
  - = Eurycarenus pachycerata Bigot, 1892[7]